# Театр Буландра
Театр Буландра (рум. Teatrul Bulandra) — драматический театр в Бухаресте (Румыния),
Расположен по адресу: Bulevardul Schitu Măgureanu 1.

## История
Основан в 1947 году как Муниципальный театр. Первым директором была Лючия Стурдза-Буландра, одна из ведущих румынских театральных актрис своего поколения.
С 1963 по 1972 год главным режиссёром и директором театра был Ливиу Чулей. В 1999—2002 годах театром руководил Штефан Иорданеску, который реконструировал театр. С 2002 года до 2019 году театров руководил Александру Дарье, с 2020 года — Влад Замфиреску.
С 1991 года театр «Буландра» является членом Союза европейских театров, основанного в марте 1990 года. 
В театре имеется две сцены, расположенные на расстоянии около 1,5 км друг от друга. Зал Ливиу Чулей (ранее — Зал Извор) находится у реки Дымбовица, недалеко от юго-западного парка Чишмиджиу; был отремонтирован в 2002 году. Зал Тома Караджиу, построенный по проекту архитектора Иона Минку и отремонтированный в 2003 году, находится примерно в полукилометре от площади Романа, к востоку от парка Градина Икоаней.
За свою 70-летнюю историю театр выступал как в Румынии, так и за рубежом: Италии, Испании, Колумбии, Израиле, России, Венгрии, Мексике, Португалии и Франции.